# WMBC-TV
WMBC-TV（チャンネル63）は、アメリカ・ニュージャージー州ニュートンに認可された独立テレビ局で、ニューヨーク都市圏を放送エリアとしている。マウンテン・ブロードキャスティング・コーポレーション（Mountain Broadcasting Corporation）が所有し、ニュージャージー州ウェストコールドウェルのクリントン・ロードにスタジオを維持していおり、送信所は、ロウアー・マンハッタンのワン・ワールド・トレード・センターの頂上にある。
WMBC-TVのラインナップは、連邦通信委員会（FCC）の「教育/情報」要件を満たすために、仲介された民族及び宗教番組、30分間の平日のニュース番組、インフォマーシャル、子供向け番組で構成されている。

## 歴史
マウンテン・ブロードキャスティングは、1985年にニュージャージー州ウェインの牧師ソン・ヨンジュ（Sun Young Joo）が率いる韓国系アメリカ人のグループによって設立された。同グループは1987年にFCCからチャンネル63を建設するための建設許可を確保し、WMBC-TVは1993年4月26日にキリスト教の宗教形式で運用を開始し、主にFamilyNetからの番組を放送した。同年後半、WMBCはメイン・ストリートTVのパブリックドメインの映画や短編映画を、FamilyNet番組と共に放送し始めた。

1996年、ニューヨーク市が所有するWNYC-TV（チャンネル31、現：アイオン・テレビジョン直営局のWPXN-TV）が、私的利益に売却された後、民族、外国語テレビ番組を終了した時、これらの番組の多くはWMBC-TVによって取り上げられた。また、FamilyNetとメイン・ストリートTV（Main Street TV）の番組を終了し、より多くのインフォマーシャルや宗教番組を省庁から直接放映し始めた。1997年までに、日中は宗教とインフォマーシャルを組み合わせ、夜と土曜日は民族番組を放送した。また、週に数時間、子供向けの教育番組を放送し、地元のニュース番組の制作を開始した。
2001年9月11日の同時多発テロ直後、一時的にNBCの旗艦放送局であるWNBC（チャンネル4）を同時放送した。
WMBCは、ニューヨーク市で非常に弱い地上波信号を持っていたが、ワン・ワールド・トレード・センターの頂上にある新しいアンテナで、よりはっきりと見ることができる。チャーター・スペクトラムやOptimumなど、その市場の殆どのケーブルプロバイダーでも放送されている。その信号は、2005年12月31日にディレクTVのニューヨーク市のローカル放送局パッケージから削除されたが、ディレクTVは2009年初頭にWMBCの放送を再開した。

## 技術情報

### サブチャンネル
デジタル信号は多重化されている。
| チャンネル | 解像度   | アスペクト比 | ショートネーム | 番組編成                                                     |
| ---------- | -------- | ------------ | -------------- | ------------------------------------------------------------ |
| 63.1       | 720p     | 16:9         | WMBC-HD        | NTDアメリカ（正午～深夜）及びWMBC番組                        |
| 63.2       | 480i     | 16:9         | QUEST          | クエスト（英語）                                             |
| 63.3       | 480i     | 4:3          | TBD            | TBD                                                          |
| 63.5       | 480i     | 4:3          | NTDTV          | NTDテレビジョン（中国語）                                    |
| 63.7       | 480i     | 4:3          | ALIENTO        | アリエント・ビジョン（スペイン語）                           |
| 63.8       | 音声のみ | 音声のみ     | WDNJ           | WDNJ 88.1 FM（スペイン系キリスト教徒）                       |
| 63.9       | 音声のみ | 音声のみ     | KCBN           | コリアン・クリスチャン・ブロードキャスティング・ネットワーク |
| 63.11      | 音声のみ | 音声のみ     | WWGB           | WWGB 1030 AM（スペイン系キリスト教徒）                       |
| 63.12      | 音声のみ | 音声のみ     | WBTK           | WBTK 1380 AM（スペイン系キリスト教徒）                       |

### アナログからデジタルへの変換
2009年2月17日にUHFチャンネル63を介したアナログ信号での通常の番組を終了し、連邦政府が義務付けたアナログからデジタルテレビへの移行を完了させた。デジタル信号は移行前のUHFチャンネル18のままで、PSIPを使用してWMBC-TVの仮想チャンネルを、移行の結果として放送使用から削除された高帯域UHFチャンネル（52～69）の1つで、デジタルテレビ受信機で63として表示した。